# Hypolobus
Hypolobus là chi thực vật có hoa trong họ Apocynaceae.